# قائمة إصدارات الطوابع البريدية في أم القيوين (1967)
أدارت المملكة المتحدة العلاقات الخارجية لإمارات الساحل المتصالح نتيجة لمعاهدة «الاتفاقية الحصرية» لعام 1892، بما في ذلك إدارة البريد والبرق - حيث تكن هذه الإمارات منتمية للاتحاد البريدي العالمي. افتتحت حكومة الهند أول مكتب بريد في دبي في عام 1941. وفي عام 1948، وتولت إدارته وتشغيله الوكالات البريدية البريطانية في شرق شبه الجزيرة العربية، وهي شركة تابعة لمكتب البريد العام. كانت الطوابع في ذلك الوقت عبارة عن طوابع بريطانية مقابل رسوم إضافية بقيمة الروبية، حتى عام 1959، حيث أصدرت مجموعة من طوابع بريدية تحمل اسم «الإمارات المتصالحة» من دبي.
في عام 1963، تنازلت المملكة المتحدة عن مسؤوليتها عن الأنظمة البريدية في الإمارات المتصالحة إلى حكام الإمارات المتصالحة. لذا أصدرت إمارة أم القيوين أول طوابعها البريدية في سنة 1964.
الكثير من الطوابع التي أصدرت في إمارة أم القيوين تصنف ضمن طوابع الكثبان الرملية. طبعت هذه الطوابع بكثرة في الستينيات وأوائل السبعينيات من القرن الماضي، وتكاد تكون عديمة القيمة اليوم.
وجد فينبار كيني وهو رجل أعمال أمريكي ومن هواة جمع الطوابع الفرصة لإنشاء عدد من الإصدارات من الطوابع التي تستهدف سوق جامعي الطوابع المربح. وقد أبرم في عام 1964 اتفاقات مع إمارات الخليج العربي لإصدار طوابع، ومن بينها إمارة أم القيوين. حملت هذه الطوابع مصورا ذات ألوان وأشكال صارخة وليس لها صلة فعلية بالإمارات.
كان بيع الطوابع البريدية لفترة قصيرة تجارة مربحة للإمارات، حيث كان لمعظم الإمارات القليل من مصادر الدخل، باستثناء إمارة أبو ظبي، التي توفر فيها إنتاج النفط منذ عام 1965. ومع ذلك، انخفضت الإيرادات التي تصل إلى 70 ألف جنيه إسترليني للإمارات الأفقر إلى 30 ألف جنيه إسترليني مع التشبع الحتمي للسوق. شكل بيع الطوابع بحلول عام 1966 المصدر الرئيسي لدخل الإمارات المتصالحة الشمالية.
أدى انتشارها في النهاية إلى تقليل قيمتها، ولهذا السبب، فإن العديد من الكتالوجات الشعبية اليوم لا تدرجها حتى.
اتهم فينبار كيني بالتورط في قضية رشوة في الولايات المتحدة بسبب تعاملاته مع حكومة جزر كوك. انتهت ترتيبات فينبار كيني عندما توحدت الإمارات العربية المتحدة في ديسمبر 1971.

## الإصدارات الموشحة بتغيير العملة
أغلب إصدارات هذا العام عبارة عن توشيح إصدارات سابقة بعد اعتماد عملة ريال قطر ودبي والاستغناء عن عملة الروبية المستعملة سابقا. بالإضافة إلى عدة إصدارات أخرى:

### توشيح إصدارات الاتحاد الدولي للاتصالات
أصدرت الطوابع التالية لمناسبة الذكرى المئوية لتأسيس الاتحاد الدولي للاتصالات (1865-1965)، والطوابع خصصت لموضوع استكشاف الفضاء الخارجي، وقد توفرت الطوابع بإصدار مخرم وإصدار غير مخرم:
| # | تاريخ الإصدار | الوصف                                                                       | صورة الإصدار المخرم | صورة الإصدار غير المخرم | القيمة الجديدة | القيمة السابقة  | الأبعاد     |
| - | ------------- | --------------------------------------------------------------------------- | ------------------- | ----------------------- | -------------- | --------------- | ----------- |
| 1 | يناير 1967    | طابع ملون تظهر فيه صورة قمر صناعي مخصص للاتصالات.                           |                     |                         | 5 دراهم        | خمس بيزات       | غير معروف   |
| 2 | يناير 1967    | طابع ملون تظهر فيه صورة قمر صناعي للمراقبة التلفزيونية بالأشعة تحت الحمراء. |                     |                         | 10 دراهم       | عشر بيزات       | غير معروف   |
| 3 | يناير 1967    | طابع ملون تظهر فيه صورة تيلستار.                                            |                     |                         | 25 درهما       | خمس وعشرون بيزة | 53 * 37 ملم |
| 4 | يناير 1967    | طابع ملون تظهر فيه صورة القمر الصناعي أرييل 1                               |                     |                         | 50 درهما       | خمسون بيزة      | غير معروف   |
| 5 | يناير 1967    | طابع ملون تظهر فيه صورة أحد أقمار برنامج رانجر                              |                     |                         | 75 درهما       | خمس وسبعون بيزة | غير معروف   |
| 6 | يناير 1967    | طابع ملون تظهر فيه صورة ألويت 1                                             |                     |                         | ريال واحد      | روبية واحدة     | غير معروف   |
| 7 | يناير 1967    | طابع ملون تظهر فيه صورة القمر الصناعي فانغارد 1                             |                     |                         | ريالان         | روبيتان         | غير معروف   |
| 8 | يناير 1967    | طابع ملون تظهر فيه صورة القمر الصناعي أكسبلورر 10                           |                     |                         | 3 ريالات       | ثلاث روبيات     | غير معروف   |
| 9 | يناير 1967    | طابع ملون تظهر فيه صورة القمر الصناعي إنتلسات 1                             |                     |                         | 5 ريالات       | خمس روبيات      | غير معروف   |

وكذلك ضم الإصدار طابعين مخصصان للبريد الجوي:
| #  | تاريخ الإصدار | الوصف                                           | صورة الإصدار المخرم | صورة الإصدار غير المخرم | القيمة الجديدة | القيمة السابقة | الأبعاد   |
| -- | ------------- | ----------------------------------------------- | ------------------- | ----------------------- | -------------- | -------------- | --------- |
| 36 | يناير 1967    | طابع ملون تظهر فيه صورة ألويت 1                 |                     |                         | ريال واحد      | روبية واحدة    | غير معروف |
| 37 | يناير 1967    | طابع ملون تظهر فيه صورة القمر الصناعي فانغارد 1 |                     |                         | ريالان         | روبيتان        | غير معروف |

### توشيح إصدار الشيخ أحمد بن راشد المعلا
وهو توشيح للإصدار الأول من الطوابع البريدية في إمارة أم القيوين والصادر عام 1964.
| #  | تاريخ الإصدار | الوصف | صورة الإصدار | القيمة الجديدة | القيمة السابقة   | الأبعاد     |
| -- | ------------- | --- | ------------ | -------------- | ---------------- | ----------- |
| 1  | يناير 1967    | طابع ملون يحمل صورة الشيخ أحمد بن راشد المعلا مع صورة غزالين من صنف غزال الريم (Gazella leptoceros).               |              | 15 درهما       | بيزة واحدة       | 35 * 22 ملم |
| 2  | يناير 1967    | طابع ملون يحمل صورة الشيخ أحمد بن راشد المعلا مع صورة الأفعى القرناء الصحراوية (Cerastes cerastes).                |              | 25 درهما       | بيزتان           | 35 * 22 ملم |
| 3  | يناير 1967    | طابع ملون يحمل صورة الشيخ أحمد بن راشد المعلا مع صورة الضبع العربي المخطط (Hyaena hyaena).                         |              | 35 درهما       | ثلاثة بيزات      | 35 * 22 ملم |
| 4  | يناير 1967    | طابع ملون يحمل صورة الشيخ أحمد بن راشد المعلا مع صورة سمكة الزناد المهرجة (أو الكبيرة) (Balistoides conspicillum). |              | 50 درهما       | أربعة بيزات      | 35 * 22 ملم |
| 5  | يناير 1967    | طابع ملون يحمل صورة الشيخ أحمد بن راشد المعلا مع صورة سمكة التنين الحمراء (Pterois volitans).                      |              | 75 درهما       | خمسة بيزات       | 35 * 22 ملم |
| 6  | يناير 1967    | طابع ملون يحمل صورة الشيخ أحمد بن راشد المعلا مع صورة سمكة الأصبع (Monodactylus argenteus).                        |              | ريال واحد      | عشرة بيزات       | 35 * 22 ملم |
| 7  | يناير 1967    | طابع ملون يحمل صورة الشيخ أحمد بن راشد المعلا مع صورة منزله في فلج المعلا.                                         |              | ريالان         | خمس عشرة بيزة    | 35 * 22 ملم |
| 8  | يناير 1967    | طابع ملون يحمل صورة الشيخ أحمد بن راشد المعلا مع صورة قصره في فلج المعلا.                                          |              | 3 ريالات       | عشرون بيزة       | 35 * 22 ملم |
| 9  | يناير 1967    | طابع ملون يحمل صورة الشيخ أحمد بن راشد المعلا مع صورة آثار.                                                        |              | 5 ريالات       | ثلاثون بيزة      | 35 * 22 ملم |
| 10 | يناير 1967    | طابع ملون يحمل صورة الشيخ أحمد بن راشد المعلا مع صورة غزالين من صنف غزال الريم (Gazella leptoceros).               |              | 25 درهما       | أربعون بيزة      | 42 * 26 ملم |
| 11 | يناير 1967    | طابع ملون يحمل صورة الشيخ أحمد بن راشد المعلا مع صورة الأفعى القرناء الصحراوية (Cerastes cerastes).                |              | 40 درهما       | خمسون بيزة       | 42 * 26 ملم |
| 12 | يناير 1967    | طابع ملون يحمل صورة الشيخ أحمد بن راشد المعلا مع صورة الضبع العربي المخطط (Hyaena hyaena).                         |              | 50 درهما       | سبعون بيزة       | 42 * 26 ملم |
| 13 | يناير 1967    | طابع ملون يحمل صورة الشيخ أحمد بن راشد المعلا مع صورة سمكة الزناد المهرجة (أو الكبيرة) (Balistoides conspicillum). |              | 75 درهما       | روبية واحدة      | 42 * 26 ملم |
| 14 | يناير 1967    | طابع ملون يحمل صورة الشيخ أحمد بن راشد المعلا مع صورة سمكة التنين الحمراء (Pterois volitans).                      |              | ريال ونصف      | روبية واحدة ونصف | 52 * 31 ملم |
| 15 | يناير 1967    | طابع ملون يحمل صورة الشيخ أحمد بن راشد المعلا مع صورة سمكة الأصبع (Monodactylus argenteus).                        |              | ريال واحد      | روبيتان          | 52 * 31 ملم |
| 16 | يناير 1967    | طابع ملون يحمل صورة الشيخ أحمد بن راشد المعلا مع صورة منزله في فلج المعلا.                                         |              | ريالان         | 3 روبيات         | 52 * 33 ملم |
| 17 | يناير 1967    | طابع ملون يحمل صورة الشيخ أحمد بن راشد المعلا مع صورة قصره في فلج المعلا.                                          |              | 5 ريالات       | 5 روبيات         | 52 * 31 ملم |
| 18 | يناير 1967    | طابع ملون يحمل صورة الشيخ أحمد بن راشد المعلا مع صورة آثار.                                                        |              | 5 ريالات       | 10 روبيات        | 52 * 31 ملم |

### توشيح إصدار الألعاب الأولمبية الصيفية 1964
وشحت طوابع هذه المجموعة التي أصدرت احتفاء ببطولة الألعاب الأولمبية الصيفية في طوكيو عاصمة اليابان عام 1964.
| #  | تاريخ الإصدار  | الوصف                                                       | صورة الإصدار المخرم | صورة الإصدار غير المخرم | القيمة الجديدة | القيمة السابقة | الأبعاد               |
| -- | -------------- | ----------------------------------------------------------- | ------------------- | ----------------------- | -------------- | -------------- | --------------------- |
| 19 | يناير 1967     | طابع يظهر فيه تمثال رامي القرص لمايرون مع صورة جزء من ملعب. |                     |                         | 50 درهما       | خمسون بيزة     | 52 * 31 ملم           |
| 20 | يناير 1967     | طابع تظهر فيه صورة ملعب رياضي في طوكيو                      |                     |                         | ريال واحد      | روبية واحدة    | 52 * 31 ملم غير معروف |
| 21 | يناير 1967     | طابع تظهر فيه صورة قاعة السباحة في طوكيو                    |                     |                         | ريال ونصف      | روبية ونصف     | 42 * 26 ملم           |
| 22 | يناير 1967     | طابع تظهر فيه صورة ملعب رياضي في طوكيو                      |                     |                         | ريالان         | روبيتان        | 42 * 26 ملم           |
| 23 | يناير 1967     | طابع تظهر فيه صورة صالة كومازاوا للألعاب الرياضية           |                     |                         | 3 ريالات       | ثلاثة روبيات   | 52 * 31 ملم           |
| 24 | يناير 1967     | طابع تظهر فيه صورة مدخل ملعب رياضي في طوكيو                 |                     |                         | 4 ريالات       | أربعة روبيات   | 52 * 31 ملم           |
| 25 | يناير 1967     | طابع يظهر فيه تمثال رامي القرص لمايرون مع صورة جزء من ملعب. |                     |                         | 5 ريالات       | خمسة روبيات    | 52 * 33 ملم           |
| 26 | يناير 1967     | طابع تظهر فيه صورة ملعب رياضي في طوكيو                      |                     |                         | ريالان         | روبيتان        | غير معروف             |
| 27 | يناير 1967     | طابع تظهر فيه صورة صالة كومازاوا للألعاب الرياضية           |                     |                         | 3 ريالات       | ثلاثة روبيات   | غير معروف             |
| 28 | يناير 1967     | طابع تظهر فيه صورة مدخل ملعب رياضي في طوكيو                 |                     |                         | 4 ريالات       | أربعة روبيات   | غير معروف             |
| 29 | 25 نوفمبر 1964 | طابع يظهر فيه تمثال رامي القرص لمايرون مع صورة جزء من ملعب. |                     |                         | 5 ريالات       | خمسة روبيات    | غير معروف             |

وأُصدرت بطاقة بريدية تحتوي على طوابع مخرمة وأخرى تحتوي على طوابع غير مخرمة:

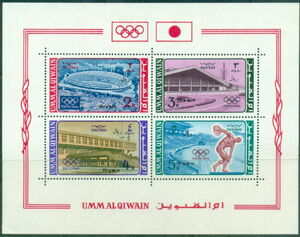
بطاقة بريدية تحتوي على أربعة طوابع مخرمة
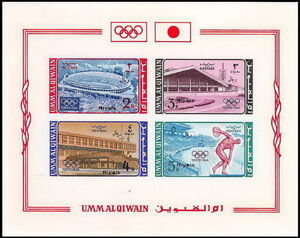
بطاقة بريدية تحتوي على أربعة طوابع غير مخرمة

### توشيح إصدار جون كينيدي
وشح الإصدار الذي يحتفي بذكرى وفاة الرئيس الأمريكي جون كينيدي والصادر عام 1965.
| #  | تاريخ الإصدار | الوصف | صورة الإصدار المخرم | صورة الإصدار غير المخرم | القيمة الجديدة | القيمة السابقة   | الأبعاد     |
| -- | ------------- | --- | ------------------- | ----------------------- | -------------- | ---------------- | ----------- |
| 1  | يناير 1967    | طابع تظهر فيه صورة جنازة الرئيس جون كينيدي وهي تغادر البيت الأبيض.                                                            |                     |                         | 10 دراهم       | عشرة بيزات       | 29 * 44 ملم |
| 2  | يناير 1967    | طابع تظهر فيه صورة جاكلين كينيدي وأولادها وروبرت كينيدي في جنازة الرئيس جون كينيدي.                                           |                     |                         | 15 درهما       | خمسة عشر بيزة    | 29 * 44 ملم |
| 3  | يناير 1967    | طابع تظهر فيه صورة موكب جنازة الرئيس جون كينيدي.                                                                              |                     |                         | 50 درهما       | خمسون بيزة       | 29 * 44 ملم |
| 4  | يناير 1967    | طابع تظهر فيه صورة هاري ترومان وباس ترومان ودوايت أيزنهاور في جنازة الرئيس جون كينيدي.                                        |                     |                         | ريال واحد      | روبية واحدة      | 29 * 44 ملم |
| 5  | يناير 1967    | طابع تظهر فيه صورة شارل ديغول وهيلا سيلاسي ولودفيغ إيرهارت وأليك دوغلاس هيوم وموريس كوف دي مورفيل في جنازة الرئيس جون كينيدي. |                     |                         | ريالان         | روبيتان          | 29 * 44 ملم |
| 6  | يناير 1967    | طابع تظهر فيه صورة عائلة كينيدي في كاتدرائية القديس متى الرسول                                                                |                     |                         | 3 ريالات       | ثلاثة روبيات     | 33 * 51 ملم |
| 7  | يناير 1967    | طابع تظهر فيه صورة حرس الشرف في مقبرة أرلينغتون الوطنية يأخذون تحية لجنازة الرئيس جون كينيدي.                                 |                     |                         | 5 ريالات       | خمسة روبيات      | 33 * 51 ملم |
| 8  | يناير 1967    | طابع تظهر فيه صورة شخصية للرئيس جون كينيدي (1917-1963).                                                                       |                     |                         | 7 ريالات ونصف  | سبعة روبيات ونصف | 33 * 51 ملم |
| 9  | يناير 1967    | طابع تظهر فيه صورة حرس الشرف في مقبرة أرلينغتون الوطنية يأخذون تحية لجنازة الرئيس جون كينيدي.                                 |                     |                         | 5 ريالات       | خمسة روبيات      | 29 * 44 ملم |
| 10 | يناير 1967    | طابع تظهر فيه صورة شخصية للرئيس جون كينيدي (1917-1963).                                                                       |                     |                         | 7 ريالات ونصف  | سبعة روبيات ونصف | 29 * 44 ملم |

وكذلك وشحت البطاقات التذكارية:

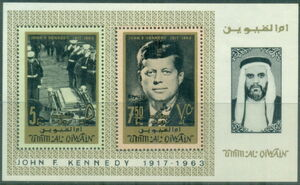
البطاقة المخرمة
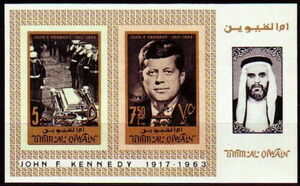
بطاقة غير مخرمة

### توشيح طوابع البريد الجوي
وهو توشيح لإصدار البريد الجوي والصادر عام 1965:
| # | تاريخ الإصدار | الوصف | صورة الإصدار | القيمة الجديدة | القيمة السابقة   | الأبعاد     |
| - | ------------- | --- | ------------ | -------------- | ---------------- | ----------- |
| 1 | يناير 1967    | طابع ملون يحمل صورة الشيخ أحمد بن راشد المعلا مع صورة غزالين من صنف غزال الريم (Gazella leptoceros).               |              | 25 درهما       | 25 بيزة          | 35 * 22 ملم |
| 2 | يناير 1967    | طابع ملون يحمل صورة الشيخ أحمد بن راشد المعلا مع صورة الأفعى القرناء الصحراوية (Cerastes cerastes).                |              | 40 درهما       | 40 بيزة          | 35 * 22 ملم |
| 3 | يناير 1967    | طابع ملون يحمل صورة الشيخ أحمد بن راشد المعلا مع صورة الضبع العربي المخطط (Hyaena hyaena).                         |              | 50 درهما       | 50 بيزة          | 35 * 22 ملم |
| 4 | يناير 1967    | طابع ملون يحمل صورة الشيخ أحمد بن راشد المعلا مع صورة سمكة الزناد المهرجة (أو الكبيرة) (Balistoides conspicillum). |              | 75 درهما       | 75 بيزة          | 35 * 22 ملم |
| 5 | يناير 1967    | طابع ملون يحمل صورة الشيخ أحمد بن راشد المعلا مع صورة سمكة التنين الحمراء (Pterois volitans).                      |              | ريال واحد      | روبية واحدة      | 35 * 22 ملم |
| 6 | يناير 1967    | طابع ملون يحمل صورة الشيخ أحمد بن راشد المعلا مع صورة سمكة الأصبع (Monodactylus argenteus).                        |              | 75 درهما       | خمسة وسبعون بيزة | 35 * 22 ملم |
| 7 | يناير 1967    | طابع ملون يحمل صورة الشيخ أحمد بن راشد المعلا مع صورة منزله في فلج المعلا.                                         |              | ريالان         | روبيتان          | 35 * 22 ملم |
| 8 | يناير 1967    | طابع ملون يحمل صورة الشيخ أحمد بن راشد المعلا مع صورة قصره في فلج المعلا.                                          |              | ثلاثة ريالات   | ثلاثة روبيات     | 35 * 22 ملم |
| 9 | يناير 1967    | طابع ملون يحمل صورة الشيخ أحمد بن راشد المعلا مع صورة آثار.                                                        |              | خمسة ريالات    | خمسة روبيات      | 35 * 22 ملم |

### توشيح طوابع إصدارات المعرض الدولي للطوابع
وشحت الطوابع التي أصدرت عام 1966 لمناسبة المعرض الدولي للطوابع الذي أقيم في القاهرة، مصر، وقد توفرت الطوابع بإصدار مخرم وإصدار غير مخرم:
| #  | تاريخ الإصدار  | الوصف | صورة الإصدار المخرم | صورة الإصدار غير المخرم | القيمة الجديدة | القيمة السابقة  | الأبعاد     |
| -- | -------------- | --- | ------------------- | ----------------------- | -------------- | --------------- | ----------- |
| 1  | 17 فبراير 1966 | طابع بريدي تظهر فيه صورة أول طابع بريدي مصري وقد أصدر عام 1866 مع صورة بيني بلاك وهو أول طابع بريدي في العالم وقد أصدر عام 1840. |                     |                         | 3 دراهم        | ثلاث بيزات      | 60 * 30 ملم |
| 2  | 17 فبراير 1966 | طابع بريدي يظهر فيه تخطيط هرم مع صورة طابع حمامة بازل الصادر عام 1845، وصورة طابع جنيف المزدوج الصادر عام 1843 وصورة لطابع من طابعي زيورخ 4 و6 الصادران عام 1843 أيضا، وهذه الطوابع أولى الطوابع التي أصدرت في سويسرا.                              |                     |                         | 5 دراهم        | خمس بيزات       | 60 * 30 ملم |
| 3  | 17 فبراير 1966 | طابع بريدي تظهر فيه صورة أول طابع بريدي مصري وقد أصدر عام 1866 مع صورة طابع عين الثور وهو أول طابع بريدي أصدر في البرازيل عام 1843. |                     |                         | 7 دراهم        | سبع بيزات       | 60 * 30 ملم |
| 4  | 17 فبراير 1966 | طابع بريدي يظهر فيه تخطيط هرم مع صورة طابع دبي سانت لويس وصورة طابع (5 سنتات) بالتيمور المؤقت طابع مدير مكتب بريد نيويورك المؤقت الصادرة عام 1845                                                                                                   |                     |                         | 10 دراهم       | عشر بيزات       | 60 * 30 ملم |
| 5  | 17 فبراير 1966 | طابع بريدي تظهر فيه صورة أول طابع بريدي مصري وقد أصدر عام 1866 مع صورة طابع موريشيوس البرتقالي الصادر عام 1847. |                     |                         | 15 درهما       | خمسة عشر بيزة   | 60 * 30 ملم |
| 6  | 17 فبراير 1966 | طابع بريدي يظهر فيه تخطيط هرم مع صورة أحد طوابع سيرس الصادرة في فرنسا عام 1849. |                     |                         | 25 درهما       | خمس وعشرون بيزة | 60 * 30 ملم |
| 7  | 17 فبراير 1966 | طابع بريدي تظهر فيه صورة أول طابع بريدي مصري وقد أصدر عام 1866 مع صورة طابع الكتفية وهو أول طابع صادر في بلجيكا عام 1849. |                     |                         | 50 درهما       | خمسون بيزة      | 60 * 30 ملم |
| 8  | 17 فبراير 1966 | طابع بريدي يظهر فيه تخطيط هرم مع صورة طابع كروتسر واحد الأسود |                     |                         | 75 درهما       | خمس وسبعون بيزة | 60 * 30 ملم |
| 9  | 17 فبراير 1966 | طابع بريدي تظهر فيه صورة أول طابع بريدي مصري وقد أصدر عام 1866 مع صورة أول طابع بريدي صادر في ولاية ويلز الجنوبية الجديدة وأول طابع بريدي صادر في ولاية فيكتوريا بأستراليا، وهما صادران عام 1850، وهما يمثلان الإصدارات الأولى للطوابع في أستراليا. |                     |                         | ريال واحد      | روبية واحدة     | 60 * 30 ملم |
| 10 | 17 فبراير 1966 | طابع بريدي يظهر فيه تخطيط هرم مع صورة طابع قيمته ستة كوارتو وهو أول طابع بريدي في إسبانيا وقد أصدر عام 1850. |                     |                         | ريالان         | روبيتان         | 60 * 30 ملم |
| 11 | 17 فبراير 1966 | طابع بريدي تظهر فيه صورة أول طابع بريدي مصري وقد أصدر عام 1866، وهذا الطابع أصدر ضمن البطاقة البريدية المذكورة أدناه. |                     |                         | 5 ريالات       | خمس روبيات      | غير معروف   |

وكذلك وشحت البطاقة التذكارية أيضا:

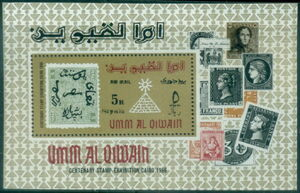
بطاقة مخرمة في وسطها طابع بقيمة 5 ريالات.

### توشيح طوابع ونستون تشرشل
وشحت طوابع الذكرى السنوية الأولى لوفاة ونستون تشرشل (1874-1965) الصادرة عام 1966، وقد توفرت الطوابع بإصدار مخرم وإصدار غير مخرم:
| #  | تاريخ الإصدار | الوصف                                                          | صورة الإصدار المخرم | صورة الإصدار غير المخرم | القيمة الجديدة | القيمة السابقة  | الأبعاد     |
| -- | ------------- | -------------------------------------------------------------- | ------------------- | ----------------------- | -------------- | --------------- | ----------- |
| 12 | يناير 1967    | طابع بريدي تظهر فيه صورة ونستون تشرشل مع شخصين آخرين.          |                     |                         | 3 دراهم        | ثلاث بيزات      | 42 * 42 ملم |
| 13 | يناير 1967    | طابع بريدي تظهر فيه صورة ونستون تشرشل مع مجموعة من الأشخاص.    |                     |                         | 4 دراهم        | أربع بيزات      | 42 * 42 ملم |
| 14 | يناير 1967    | طابع بريدي تظهر فيه صورة ونستون تشرشل.                         |                     |                         | 5 دراهم        | خمس بيزات       | 42 * 42 ملم |
| 15 | يناير 1967    | طابع بريدي تظهر فيه صورة ونستون تشرشل مع شخص آخر.              |                     |                         | 10 دراهم       | عشر بيزات       | 42 * 42 ملم |
| 16 | يناير 1967    | طابع بريدي تظهر فيه صورة ونستون تشرشل مع امرأته كليمنتن تشرشل. |                     |                         | 15 درهما       | خمسة عشر بيزة   | 42 * 42 ملم |
| 17 | يناير 1967    | طابع بريدي تظهر فيه صورة ونستون تشرشل وهو يمارس هواية الرسم.   |                     |                         | 50 درهما       | خمسون بيزة      | 42 * 42 ملم |
| 18 | يناير 1967    | طابع بريدي تظهر فيه صورة ونستون تشرشل وهو يمشي مستعملا عكازه.  |                     |                         | 75 درهما       | خمس وسبعون بيزة | 42 * 42 ملم |
| 19 | يناير 1967    | طابع بريدي تظهر فيه صورة جنازة ونستون تشرشل.                   |                     |                         | ريال واحد      | روبية واحدة     | 42 * 42 ملم |
| 20 | يناير 1967    | طابع بريدي تظهر فيه صورة حفل تأبين ونستون تشرشل في الكنيسة.    |                     |                         | 3 ريالات       | ثلاث روبيات     | 42 * 42 ملم |
| 21 | يناير 1967    | طابع بريدي تظهر فيه صورة ونستون تشرشل مشيرا بعلامة النصر.      |                     |                         | 5 ريالات       | خمس روبيات      | 42 * 42 ملم |
| 22 | يناير 1967    | طابع بريدي تظهر فيه صورة حفل تأبين ونستون تشرشل في الكنيسة.    |                     |                         | 3 ريالات       | ثلاث روبيات     | 29 * 29 ملم |
| 23 | يناير 1967    | طابع بريدي تظهر فيه صورة ونستون تشرشل مشيرا بعلامة النصر.      |                     |                         | 5 ريالات       | خمس روبيات      | 29 * 29 ملم |

كما وشحت البطاقات التذكارية الصادرة:

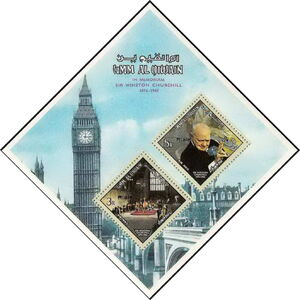
البطاقة المخرمة
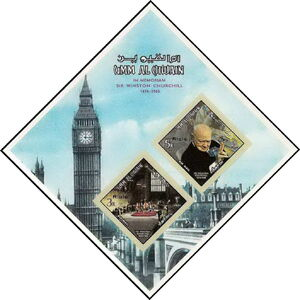
البطاقة غير المخرمة

## إصدارات عام 1967 غير الموشحة بتغيير العملة
تعد هذه الإصدارات الأولى بعملة الريال والدرهم بدون توشيح:

### إصدارات الأسماك
هذه هي مجموعة الطوابع الأولى بعملة الريال والدرهم، وتوفر في مجموعة من 18 طابعا للبريد العادي، و9 طوابع للبريد الجوي، وقد توفر بإصدار مخرم وآخر غير مخرم. وطوابع البريد العادي كما يلي:
| #  | تاريخ الإصدار  | الوصف | صورة الإصدار المخرم | صورة الإصدار غير المخرم | صورة صحيفة الطوابع المخرمة | صورة صحيفة الطوابع غير المخرمة | القيمة    |
| -- | -------------- | --- | ------------------- | ----------------------- | -------------------------- | ------------------------------ | --------- |
| 1  | 22 فبراير 1967 | طابع بريدي تظهر فيه صورة سمكة الصندوق الصفراء (Ostracion cubicum).                                          |                     |                         |                            |                                | درهم واحد |
| 2  | 22 فبراير 1967 | طابع بريدي تظهر فيه صورة سمكة أبو مصقار (Scarus sp.).                                                       |                     |                         |                            |                                | درهمان    |
| 3  | 22 فبراير 1967 | طابع بريدي تظهر فيه صورة سمكة نهاش مخطط أو منخرس مخطط (Plectorhinchus lineatus) أو (Gaterin lineatus juv.). |                     |                         |                            |                                | 3 دراهم   |
| 4  | 22 فبراير 1967 | طابع بريدي تظهر فيه صورة سمكة الفراشة السوداء (Chaetodon melanotus).                                        |                     |                         |                            |                                | 4 دراهم   |
| 5  | 22 فبراير 1967 | طابع بريدي تظهر فيه صورة سمكة الجندي اليابانية (أو سمك الفرخ المزخرف) (Ostichthys japonicus juv.).          |                     |                         |                            |                                | 5 دراهم   |
| 6  | 22 فبراير 1967 | طابع بريدي تظهر فيه صورة سمكة الدامسل ذات الخطين (Dascyllus reticulatus juv.).                              |                     |                         |                            |                                | 10 دراهم  |
| 7  | 22 فبراير 1967 | طابع بريدي تظهر فيه صورة سمكة بيكاسو أو سمكة زند البحيرة (Rhinecanthus aculeatus).                          |                     |                         |                            |                                | 15 درهما  |
| 8  | 22 فبراير 1967 | طابع بريدي تظهر فيه صورة سمكة الزند المتموجة (Balistapus undulatus).                                        |                     |                         |                            |                                | 20 درهما  |
| 9  | 22 فبراير 1967 | طابع بريدي تظهر فيه صورة سمكة منتفخة متوجة (Canthigaster coronata أو Canthigaster cinctus).                 |                     |                         |                            |                                | 30 درهما  |
| 10 | 22 فبراير 1967 | طابع بريدي تظهر فيه صورة سمكة الصندوق الصفراء (Ostracion cubicum).                                          |                     |                         |                            |                                | 40 درهما  |
| 11 | 22 فبراير 1967 | طابع بريدي تظهر فيه صورة سمكة أبو مصقار (Scarus sp.).                                                       |                     |                         |                            |                                | 50 درهما  |
| 12 | 22 فبراير 1967 | طابع بريدي تظهر فيه صورة سمكة نهاش مخطط أو منخرس مخطط (Plectorhinchus lineatus) أو (Gaterin lineatus juv.). |                     |                         |                            |                                | 70 درهما  |
| 13 | 22 فبراير 1967 | طابع بريدي تظهر فيه صورة سمكة الفراشة السوداء (Chaetodon melanotus).                                        |                     |                         |                            |                                | ريال واحد |
| 14 | 22 فبراير 1967 | طابع بريدي تظهر فيه صورة سمكة الجندي اليابانية (أو سمك الفرخ المزخرف) (Ostichthys japonicus juv.).          |                     |                         |                            |                                | ريال ونصف |
| 15 | 22 فبراير 1967 | طابع بريدي تظهر فيه صورة سمكة الدامسل ذات الخطين (Dascyllus reticulatus juv.).                              |                     |                         |                            |                                | ريالان    |
| 16 | 22 فبراير 1967 | طابع بريدي تظهر فيه صورة سمكة بيكاسو أو سمكة زند البحيرة (Rhinecanthus aculeatus).                          |                     |                         |                            |                                | 3 ريالات  |
| 17 | 22 فبراير 1967 | طابع بريدي تظهر فيه صورة سمكة الزند المتموجة (Balistapus undulatus).                                        |                     |                         |                            |                                | 5 ريالات  |
| 18 | 22 فبراير 1967 | طابع بريدي تظهر فيه صورة سمكة منتفخة متوجة (Canthigaster coronata أو Canthigaster cinctus).                 |                     |                         |                            |                                | 10 ريالات |

أما مجموعة طوابع البريد الجوي فكانت كما يلي:
| # | تاريخ الإصدار  | الوصف | صورة الإصدار المخرم | صورة الإصدار غير المخرم | صورة صحيفة الطوابع المخرمة | صورة صحيفة الطوابع غير المخرمة | القيمة    |
| - | -------------- | --- | ------------------- | ----------------------- | -------------------------- | ------------------------------ | --------- |
| 1 | 22 فبراير 1967 | طابع بريدي تظهر فيه صورة سمكة الصندوق الأصفر (Ostracion cubicum).                                           |                     |                         |                            |                                | 15 درهما  |
| 2 | 22 فبراير 1967 | طابع بريدي تظهر فيه صورة سمكة أبو مصقار (Scarus sp.).                                                       |                     |                         |                            |                                | 25 درهما  |
| 3 | 22 فبراير 1967 | طابع بريدي تظهر فيه صورة سمكة نهاش مخطط أو منخرس مخطط (Plectorhinchus lineatus) أو (Gaterin lineatus juv.). |                     |                         |                            |                                | 35 درهما  |
| 4 | 22 فبراير 1967 | طابع بريدي تظهر فيه صورة سمكة الفراشة السوداء (Chaetodon melanotus).                                        |                     |                         |                            |                                | 50 درهما  |
| 5 | 22 فبراير 1967 | طابع بريدي تظهر فيه صورة سمكة الجندي اليابانية (أو سمك الفرخ المزخرف) (Ostichthys japonicus juv.).          |                     |                         |                            |                                | 75 درهما  |
| 6 | 22 فبراير 1967 | طابع بريدي تظهر فيه صورة سمكة الدامسل ذات الخطين (Dascyllus reticulatus juv.).                              |                     |                         |                            |                                | ريال واحد |
| 7 | 22 فبراير 1967 | طابع بريدي تظهر فيه صورة سمكة بيكاسو أو سمكة زند البحيرة (Rhinecanthus aculeatus).                          |                     |                         |                            |                                | ريالان    |
| 8 | 22 فبراير 1967 | طابع بريدي تظهر فيه صورة سمكة الزند المتموجة (Balistapus undulatus).                                        |                     |                         |                            |                                | 3 ريالات  |
| 9 | 22 فبراير 1967 | طابع بريدي تظهر فيه صورة سمكة منتفخة متوجة (Canthigaster coronata أو Canthigaster cinctus).                 |                     |                         |                            |                                | 5 ريالات  |

### إصدارات البورتريه الذاتي
هذه الطوابع تصور لوحات عالمية صور فيها الرسامون أنفسهم بلوحات البورتريه الذاتي، وكان تضم 7 طوابع بريد عادي و5 طوابع للبريد الجوي. وهذه الطوابع العادية كما يلي:
| # | تاريخ الإصدار | الوصف                                                 | صورة الإصدار المخرم | صورة الإصدار غير المخرم | صورة صحيفة الطوابع المخرمة | صورة صحيفة الطوابع غير المخرمة | القيمة    |
| - | ------------- | ----------------------------------------------------- | ------------------- | ----------------------- | -------------------------- | ------------------------------ | --------- |
| 1 | 15 يوليو 1967 | طابع بريدي تظهر بورتريه ذاتي للرسام إل غريكو.         |                     |                         |                            |                                | 10 دراهم  |
| 2 | 15 يوليو 1967 | طابع بريدي تظهر بورتريه ذاتي للرسام هنري روسو.        |                     |                         |                            |                                | 15 درهما  |
| 3 | 15 يوليو 1967 | طابع بريدي تظهر بورتريه ذاتي للرسام تيتيان.           |                     |                         |                            |                                | 25 درهما  |
| 4 | 15 يوليو 1967 | طابع بريدي تظهر بورتريه ذاتي للرسام فرانثيسكو غويا.   |                     |                         |                            |                                | 50 درهما  |
| 5 | 15 يوليو 1967 | طابع بريدي تظهر بورتريه ذاتي للرسام بيتر بول روبنس.   |                     |                         |                            |                                | 75 درهما  |
| 6 | 15 يوليو 1967 | طابع بريدي تظهر بورتريه ذاتي للرسام وليم هوجرت.       |                     |                         |                            |                                | ريال واحد |
| 7 | 15 يوليو 1967 | طابع بريدي تظهر بورتريه ذاتي للرسام أميديو موديلياني. |                     |                         |                            |                                | ريال ونصف |

أما طوابع البريد الجوي فكانت كما يلي:
| # | تاريخ الإصدار | الوصف                                                           | صورة الإصدار المخرم | صورة الإصدار غير المخرم | صورة صحيفة الطوابع المخرمة | صورة صحيفة الطوابع غير المخرمة | القيمة      |
| - | ------------- | --------------------------------------------------------------- | ------------------- | ----------------------- | -------------------------- | ------------------------------ | ----------- |
| 1 | 15 يوليو 1967 | طابع مخصص للبريد الجوي تظهر بورتريه ذاتي للرسام بول سيزان.      |                     |                         |                            |                                | ريال وربع   |
| 2 | 15 يوليو 1967 | طابع مخصص للبريد الجوي تظهر بورتريه ذاتي للرسام رامبرانت.       |                     |                         |                            |                                | ريالان      |
| 3 | 15 يوليو 1967 | طابع مخصص للبريد الجوي تظهر بورتريه ذاتي للرسام أوغوست رينوار.  |                     |                         |                            |                                | ريالان ونصف |
| 4 | 15 يوليو 1967 | طابع مخصص للبريد الجوي تظهر بورتريه ذاتي للرسام إدوارد مانيه.   |                     |                         |                            |                                | 3 ريالات    |
| 5 | 15 يوليو 1967 | طابع مخصص للبريد الجوي تظهر بورتريه ذاتي للرسام فينسنت فان خوخ. |                     |                         |                            |                                | 5 ريالات    |

### إصدارات الكلاب
هذه الطوابع تصور مجموعة من الكلاب، وكان تضم 5 طوابع بريد عادي و3 طوابع للبريد الجوي. وهذه الطوابع العادية كما يلي:
| # | تاريخ الإصدار  | الوصف                                       | صورة الإصدار المخرم | صورة الإصدار غير المخرم | صورة صحيفة الطوابع المخرمة | صورة صحيفة الطوابع غير المخرمة | القيمة    |
| - | -------------- | ------------------------------------------- | ------------------- | ----------------------- | -------------------------- | ------------------------------ | --------- |
| 1 | 10 أكتوبر 1967 | طابع بريدي تظهر صورة للكلب الراعي الألماني. |                     |                         |                            |                                | 15 دراهما |
| 2 | 10 أكتوبر 1967 | طابع بريدي تظهر صورة كلب دلماسي.            |                     |                         |                            |                                | 25 درهما  |
| 3 | 10 أكتوبر 1967 | طابع بريدي تظهر صورة لكلب الصيد القصير.     |                     |                         |                            |                                | 50 درهما  |
| 4 | 10 أكتوبر 1967 | طابع بريدي تظهر صورة لكلب دموم.             |                     |                         |                            |                                | 75 درهما  |
| 5 | 10 أكتوبر 1967 | طابع بريدي تظهر صورة لكلب قلطي الحراسة.     |                     |                         |                            |                                | ريال واحد |

أما طوابع البريد الجوي فكانت كما يلي:
| # | تاريخ الإصدار  | الوصف                                           | صورة الإصدار المخرم | صورة الإصدار غير المخرم | صورة صحيفة الطوابع المخرمة | صورة صحيفة الطوابع غير المخرمة | القيمة      |
| - | -------------- | ----------------------------------------------- | ------------------- | ----------------------- | -------------------------- | ------------------------------ | ----------- |
| 1 | 10 أكتوبر 1967 | طابع بريدي تظهر صورة لكلب ساطر غوردون.          |                     |                         |                            |                                | ريال وربع   |
| 2 | 10 أكتوبر 1967 | طابع بريدي تظهر صورة لكلب كوكر سبانيل الأمريكي. |                     |                         |                            |                                | ريالان ونصف |
| 3 | 10 أكتوبر 1967 | طابع بريدي تظهر صورة لكلب ترير سيليهام.         |                     |                         |                            |                                | 4 ريالات    |

### إصدارات إكسبو 67
أصدرت 7 طوابع لمناسبة مؤتمر إكسبو 67 في مونتريال في كندا، هذه الطوابع تظهر فيها لوحات عالمية، وكان تضم 7 طوابع بريد عادي، وهي كما يلي:
| # | تاريخ الإصدار  | الوصف                                                                           | صورة الإصدار المخرم | صورة الإصدار غير المخرم | صورة صحيفة الطوابع المخرمة | صورة صحيفة الطوابع غير المخرمة | القيمة    |
| - | -------------- | ------------------------------------------------------------------------------- | ------------------- | ----------------------- | -------------------------- | ------------------------------ | --------- |
| 1 | 31 أكتوبر 1967 | طابع بريدي تظهر لوحة الشجاع للرسام تيتيان.                                      |                     |                         |                            |                                | 25 درهما  |
| 2 | 31 أكتوبر 1967 | طابع بريدي تظهر لوحة الأرجوحة للرسام لبيير أوغوست رينوار.                       |                     |                         |                            |                                | 50 درهما  |
| 3 | 31 أكتوبر 1967 | طابع بريدي تظهر لوحة الحصاد للرسام فينسنت فان خوخ.                              |                     |                         |                            |                                | 75 درهما  |
| 4 | 31 أكتوبر 1967 | طابع بريدي تظهر لوحة عائلة آيرونيس (بالإنجليزية: The Irones) للرسام إدغار ديغا. |                     |                         |                            |                                | ريال واحد |
| 5 | 31 أكتوبر 1967 | طابع بريدي تظهر لوحة الزواج الحديث للرسام وليم هوجرت.                           |                     |                         |                            |                                | ريال ونصف |
| 6 | 31 أكتوبر 1967 | طابع بريدي تظهر لوحة الفناء الهولندي للرسام بيتر دي هوخ.                        |                     |                         |                            |                                | ريالان    |
| 7 | 31 أكتوبر 1967 | طابع بريدي تظهر لوحة السيد والسيدة أندروز للرسام توماس غينزبرة.                 |                     |                         |                            |                                | 3 ريالات  |

كما أصدرت بطاقة تذكارية احتوت على طابعين من الطوابع السبعة:

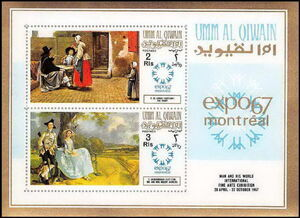
البطاقة المخرمة ويظهر فيها الطابعان بقيمة ريالين وثلاثة ريالات.
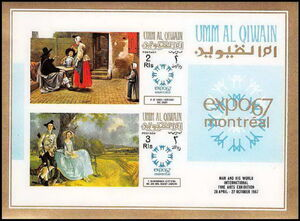
البطاقة غير المخرمة ويظهر فيها الطابعان بقيمة ريالين وثلاثة ريالات.

واللوحات الظاهرة في الطوابع كما يلي:

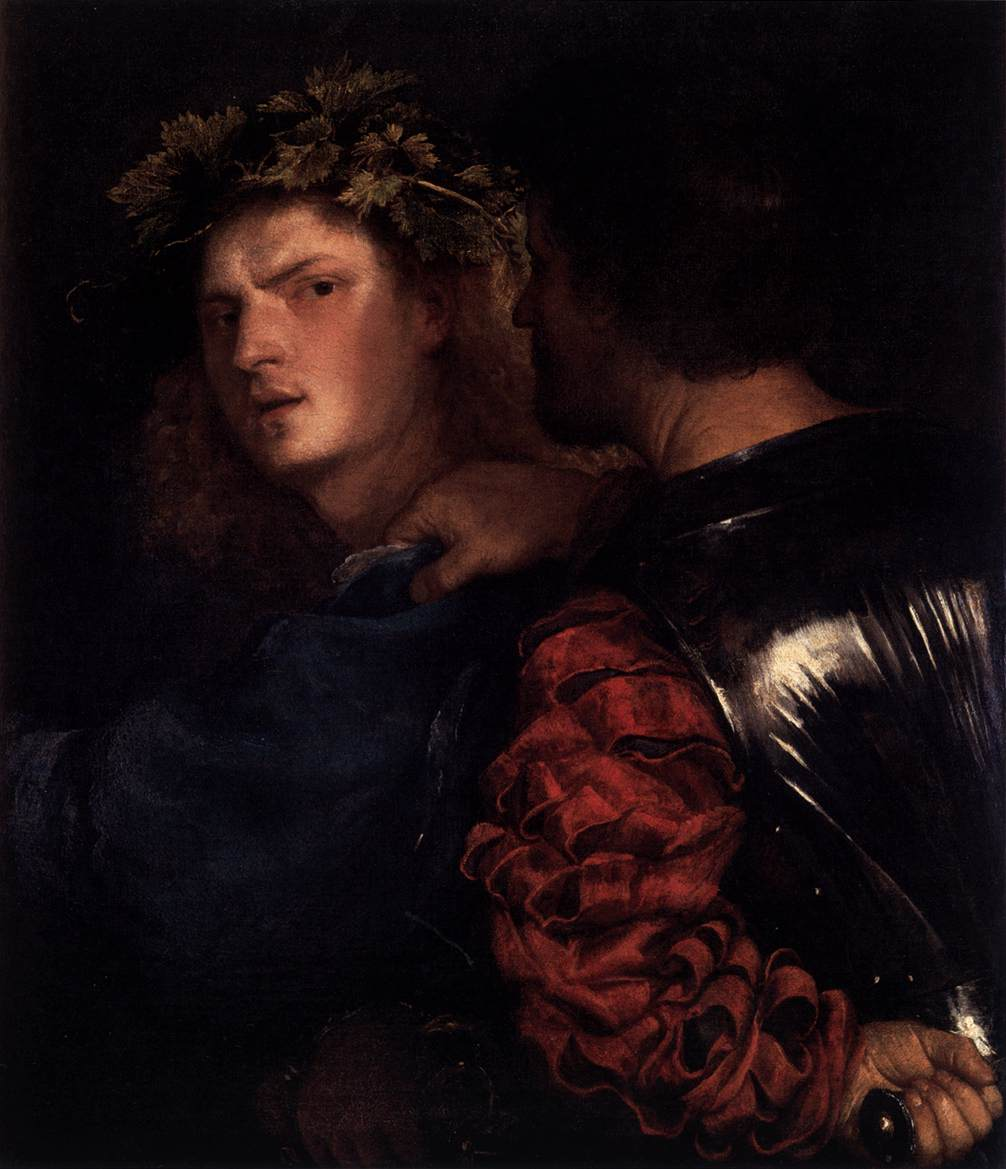
لوحة الشجاع (تيتيان) [خطأ: تحقق من وسيط ورمز اللغة] لتيتيان والمحفوظة في متحف تاريخ الفنون في فيينا في النمسا.
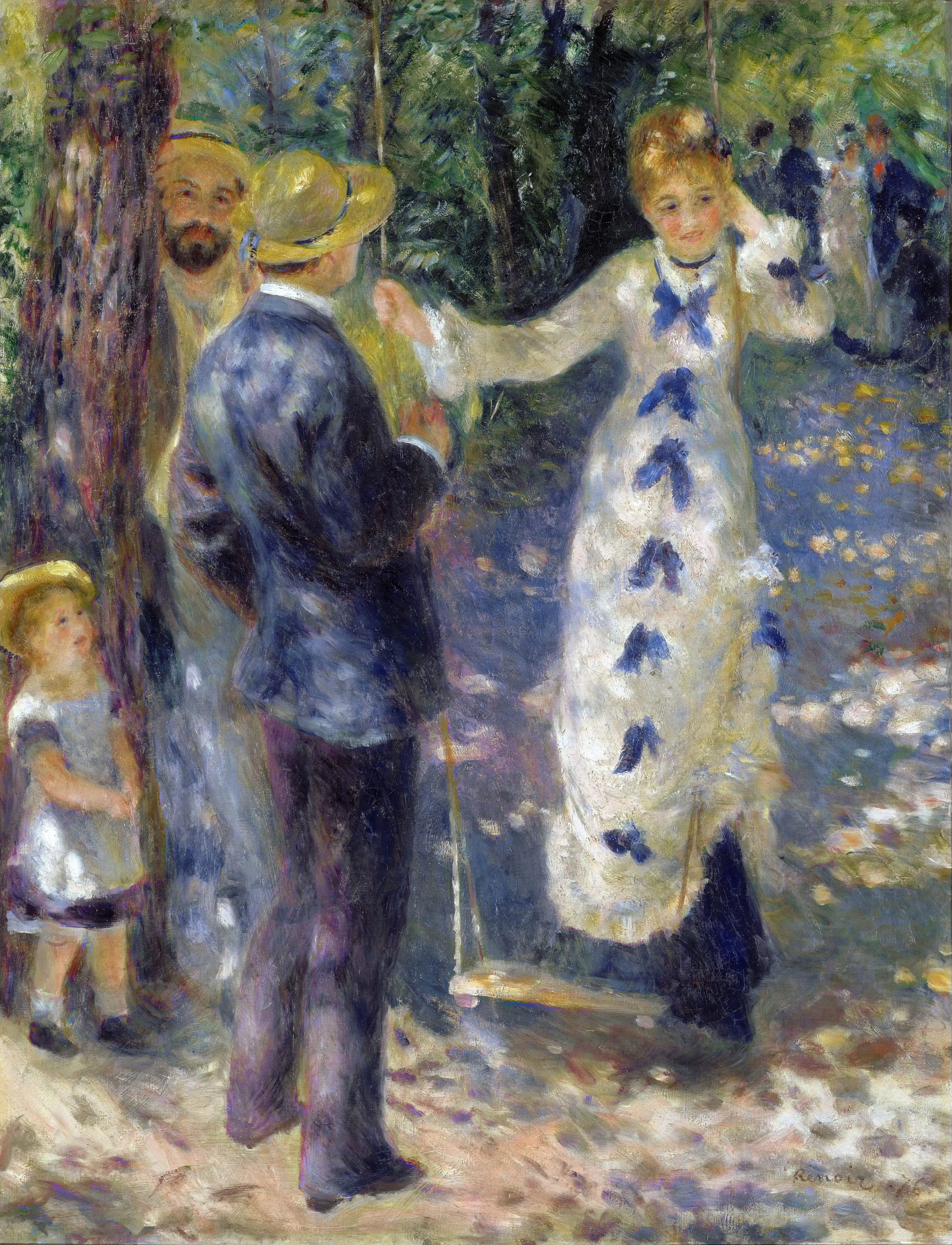
لوحة الأرجوحة[الإنجليزية] لبيير أوغوست رينوار، وهي محفوظة في متحف أورسي في باريس في فرنسا.
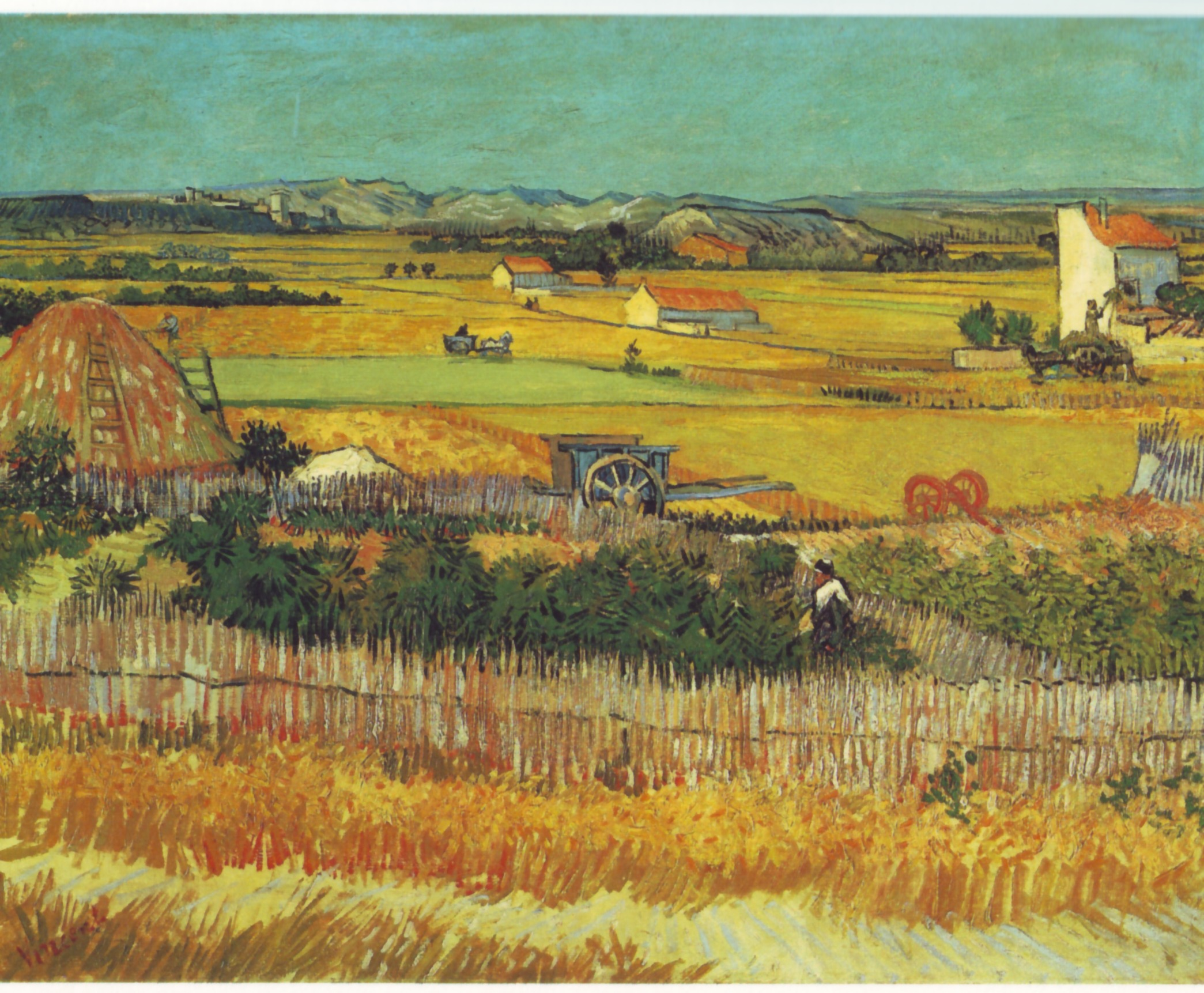
لوحة الحصاد[الفرنسية] للرسام فينسنت فان خوخ، وهي محفوظة في متحف فان خوخ في أمستردام في هولندا.
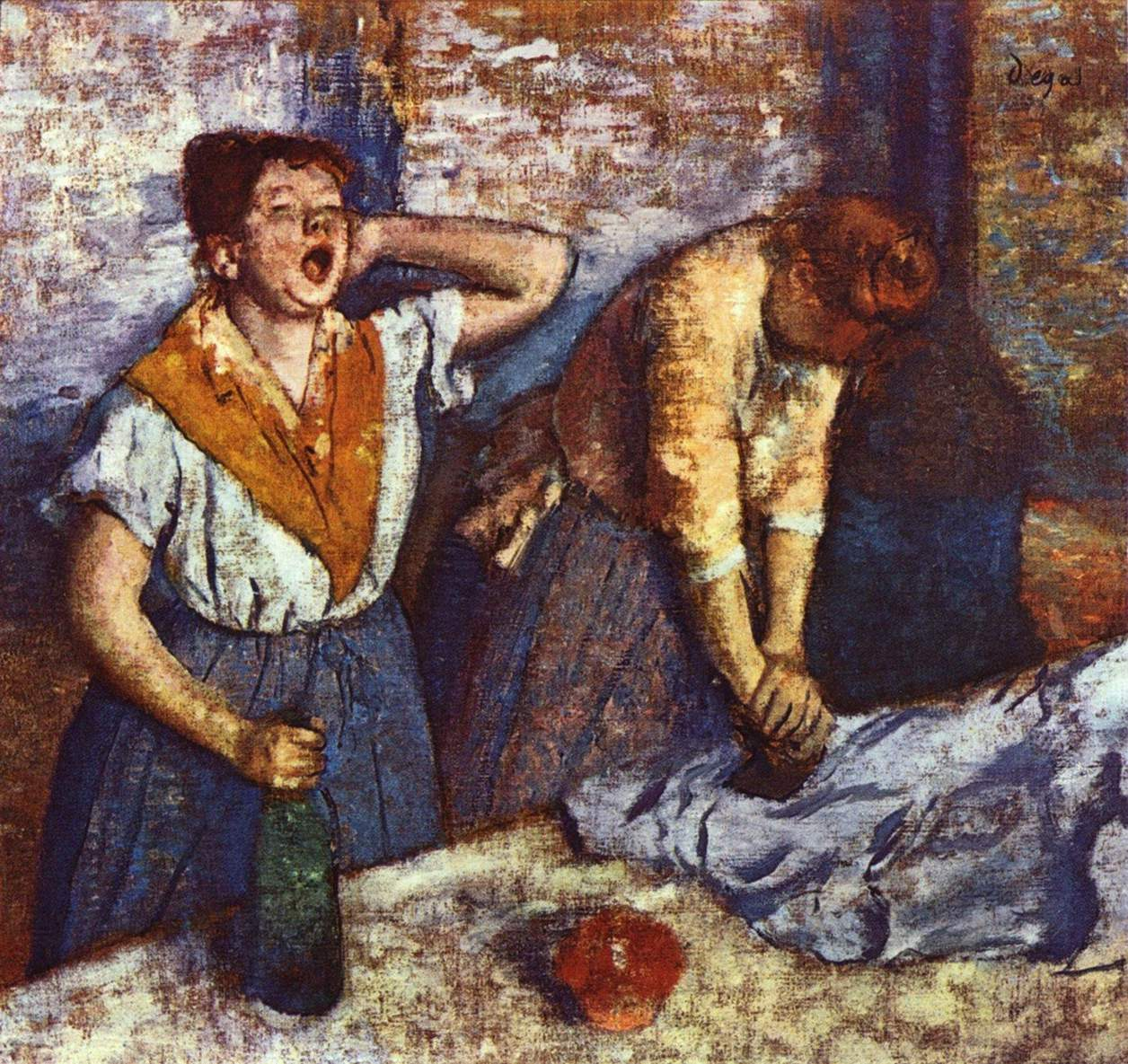
لوحة عائلة آيرونيس للرسام إدغار ديغا، وهي محفوظة في متحف أورسي في باريس في فرنسا.
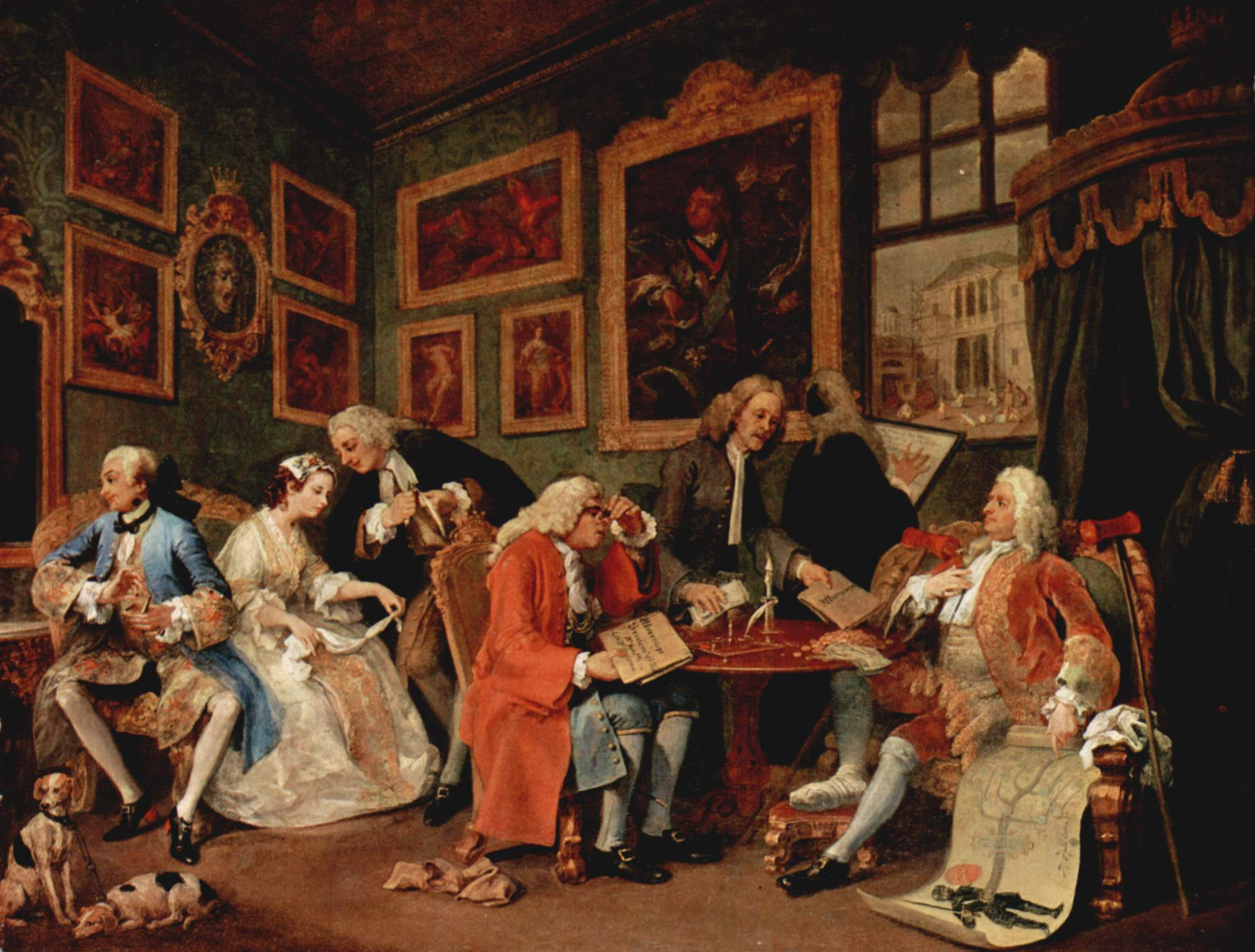
لوحة الزواج الحديث للرسام وليم هوجرت، وهي محفوظة في المعرض الوطني في لندن في المملكة المتحدة.
لوحة الفناء الهولندي[الإنجليزية] للرسام بيتر دي هوخ، وهي محفوظة في المعرض الوطني للفنون في واشنطن بالولايات المتحدة الأمريكية.
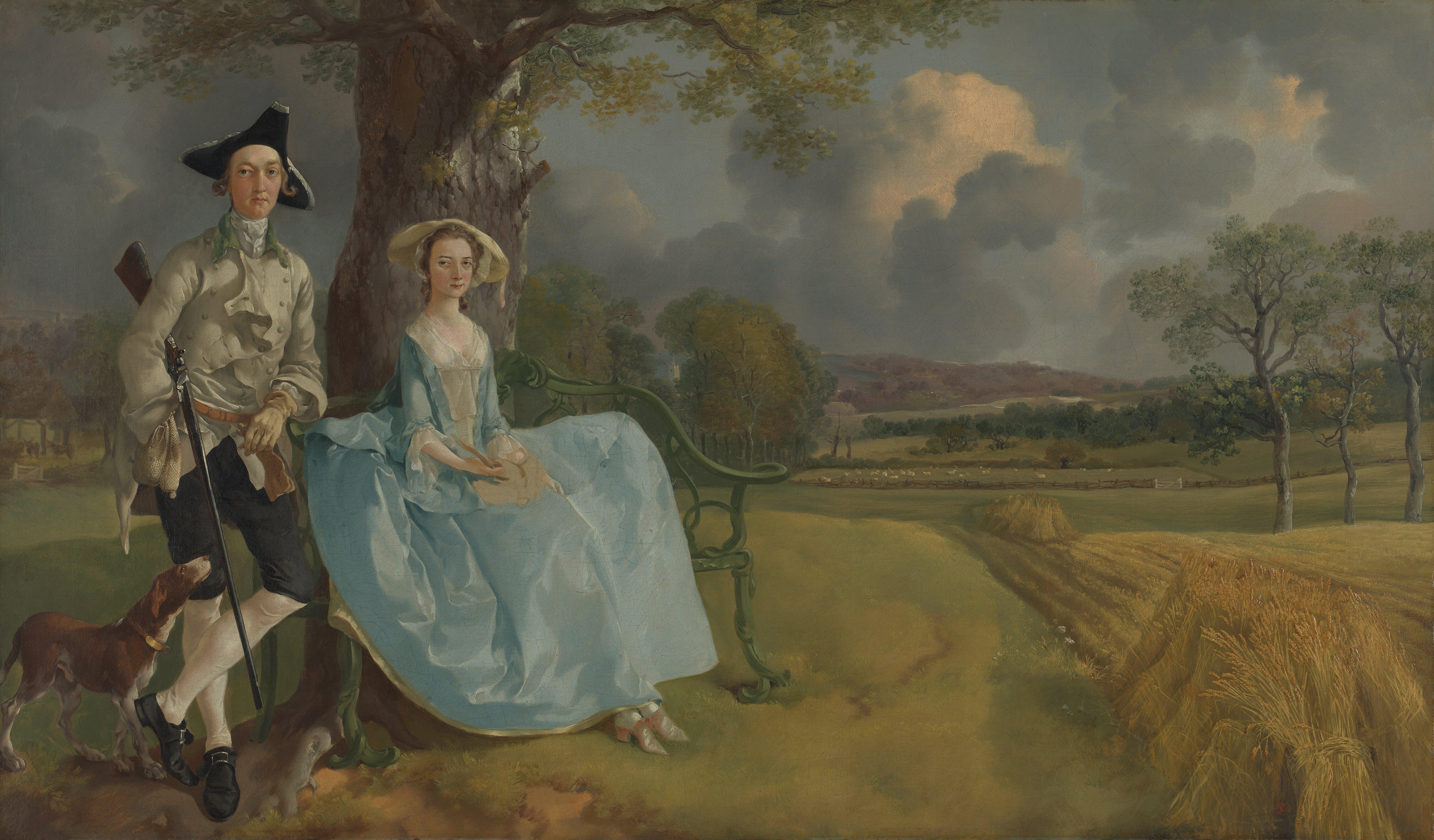
لوحة السيد والسيدة أندروز للرسام توماس غينزبرة،، وهي محفوظة في المعرض الوطني في لندن في المملكة المتحدة.